# Радио Београд 3
Радио Београд 3 је трећи програм националне радио-станице Радио Београд, која је у саставу РТС-а.

## Историјат
Трећи програм Радио Београда основан је 10. новембра 1965. године. Утемељивач и први главни уредник био је Александар Ацковић. Оснивањем овог програма изашло се у сусрет потреби за представљањем остварења из теорије уметности, културе и науке у њиховом изворном облику, а не кроз њихову популаризацију као што је био случај до тада. У почетку је Трећи програм емитован три пута недељно по три сата, а од 1. јануара 1966. сваке вечери. Од 10. новембра 1969. програм је продужен на четири сата. Данас се Трећи програм Радио Београда eмитује сваке вечери од 20.00 до 05.00 часова на фреквенцијама Другог програма Радио Београда.

## Емисије
- Мајстори барока
- Путеви прозе
- Савремена српска музика
- Грамофонија
- Имагинарна едиција
- Музеј звука
- Уметност интерпретације
- Са београдских сцена
- Жене у музици
- Студије и огледи
- Ноћне променаде [4]